# Lisa Alexander
Lisa Alexander (Toronto, 22 de septiembre de 1968) es una deportista canadiense que compitió en natación sincronizada.
Participó en los Juegos Olímpicos de Atlanta 1996, obteniendo una medalla de plata en la prueba de equipo. Ganó cinco medallas en el Campeonato Mundial de Natación, en los años 1991 y 1994.

## Palmarés internacional
| Juegos Olímpicos   | Juegos Olímpicos         | Juegos Olímpicos  | Juegos Olímpicos |
| Año                | Lugar                    | Medalla           | Prueba           |
| ------------------ | ------------------------ | ----------------- | ---------------- |
| 1996               | Atlanta (Estados Unidos) | Medalla de plata  | Equipo           |
| Campeonato Mundial |                          |                   |                  |
| Año                | Lugar                    | Medalla           | Prueba           |
| 1991               | Perth (Australia)        | Medalla de plata  | Equipo           |
| 1991               | Perth (Australia)        | Medalla de bronce | Dúo              |
| 1994               | Roma (Italia)            | Medalla de plata  | Equipo           |
| 1994               | Roma (Italia)            | Medalla de bronce | Solo             |
| 1994               | Roma (Italia)            | Medalla de bronce | Dúo              |